# Локалита Кампокујано (Мачерата)
Локалита Кампокујано (итал. Località Campocuiano) насеље је у Италији у округу Мачерата, региону Марке.
Према процени из 2011. у насељу је живело 10 становника. Насеље се налази на надморској висини од 424 м.